# زاغة فولاد (خورخورة)
زاغة فولاد (بالفارسية: زاغه فولاد) هي قرية تقع في إيران في قسم خورخورة الريفي. يقدر عدد سكانها بـ 74 نسمة بحسب إحصاء 2016.